# Carrozza vicinale a piano ribassato
Le carrozze vicinali a piano ribassato (spesso chiamate semplicemente Piano Ribassato, indicate con la sigla PR) sono state carrozze ferroviarie di fabbricazione italiana destinate al trasporto di passeggeri, specificamente per l'utilizzo sulle linee regionali, in servizio dal 1967 al 2025.
Introdotte negli anni sessanta, hanno segnato un punto di svolta nel trasporto ferroviario locale italiano, accumulando una vita operativa di oltre cinquant'anni.

## Storia
Le vicinali sono state le prime carrozze in Italia dotate di una sezione con pianale "ribassato", ovvero posto a 350 mm dal marciapiede normale (tipo P25) e a 50 mm dal marciapiede rialzato (tipo P55), permettendo un incarrozzamento più rapido e meno difficoltoso, specialmente per gli utenti con mobilità ridotta sia per handicap fisici (anziani e mutilati) che per difficoltà materiali (bagagli voluminosi). Le estremità invece si presentano rialzate di tre gradini onde consentire l'alloggiamento dei carrelli.
Le porte sono a "libro" (due battenti pieghevoli) e vengono comandate direttamente dal macchinista o dal capotreno. I vestiboli sono separati dagli ambienti viaggiatori tramite delle porte scorrevoli a doppio battente. I passaggi intercomunicanti adottano mantici in gomma del tipo "tubolare".
Tali carrozze sono state fra le prime in Italia ad essere concepite, fin dall'origine, anche in versione semipilota, cioè provviste di una cabina di guida ad una delle estremità delle carrozze, garantendo pertanto la possibilità di formare composizioni di convogli reversibili ed evitando le laboriose manovre di inversione della locomotiva.
Costruite in due serie per un totale di tre commesse, a seconda del lotto di fabbricazione, presentano notevoli differenze tecniche:
- la prima serie, nota come "tipo 1965" o talora come "Farini", dal nome del deposito ferroviario milanese a cui vennero assegnate in gran numero (non di rado la denominazione "Farini" viene usata per designare indistintamente le carrozze PR), monta un impianto frenante a ceppi e l'alimentazione dei servizi ausiliari (riscaldamento, illuminazione e convertitore statico) tramite generatore sull'asse: tali soluzioni (già antiquate al momento della costruzione) rendono le carrozze rumorose e soggette a forti vibrazioni, a discapito del comfort di viaggio. Ne sono stati prodotti 195 esemplari, di cui 20 semipilota;
- la seconda serie, progettata nel 1972, differisce per notevoli migliorie: la frenatura adotta il sistema a disco calettato sugli assi, mentre l'alimentazione dei servizi ausiliari è affidata ad un gruppo statico Parizzi in luogo del generatore d'asse. Ne sono state prodotte 890, di cui 165 semipilota.

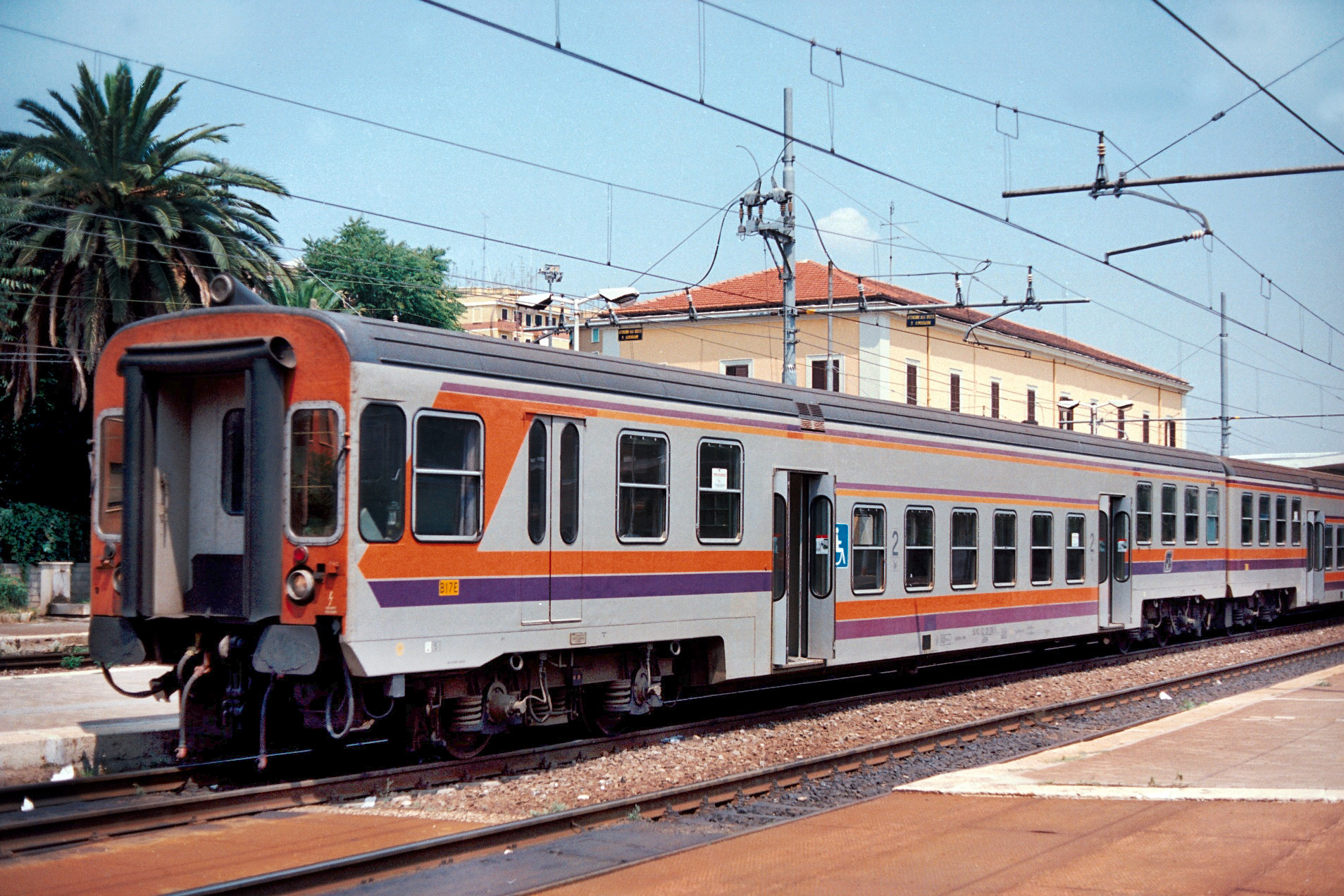
Roma - stazione Tuscolana - convoglio reversibile con carrozza semipilota "passante" di seconda serie.

In origine la prima serie si distingueva dalla seconda anche per l'arredo interno molto più spartano, con sedili singoli a schienale basso e poco imbottiti. Alcune carrozze furono costruite anche con allestimenti di prima e di seconda classe, senza tuttavia che fra i due livelli di viaggio vi fossero differenze di rilievo. La seconda serie, al contrario, presentò fin da subito un allestimento a classe unica, con sedili più confortevoli, dotati di schienale intero e poggiatesta (simili a quelli in uso sulle coeve elettromotrici ALe 801/940). Tale allestimento venne poi implementato anche sulle vetture più vetuste. 
La velocità massima delle carrozze, coerentemente ai carrelli 24V, fu inizialmente fissata a 160 km/h quando i convogli erano trainati e a 120 km/h quando erano spinti. Poiché venne riscontrato che la stabilità di marcia non cambiava in base al fatto che la locomotiva tirasse o spingesse il treno, la distinzione fu soppressa e fu imposto un limite generale a 140 km/h.
Nei decenni di servizio, le carrozze a Piano Ribassato sono state oggetto di vari interventi di miglioria e aggiornamento: dapprima vennero modificate le porte di accesso, in modo da rispettare i nuovi standard di sicurezza, mentre tra il 1988 e il 1990 alcune carrozze semipilota, in origine tutte dotate di frontale "passante", al fine di consentire eventualmente il loro uso come rimorchiate comuni intercomunicanti, vennero ricarrozzate presso le Officine Gallinari di Reggio Emilia, ove fu sostituito il frontale "apribile" con uno completamente chiuso, caratterizzato da un doppio parabrezza e una sezione inferiore incavata, garantendo di fatto maggiore spazio e visibilità di guida al personale di macchina. Tali elementi divennero quindi comunemente noti come "carrozze Gallinari". Inoltre, per rispondere alle nuove esigenze di trasporto viaggiatori legate al tema della mobilità sostenibile, l'ambiente antistante la cabina delle semipilota fu dedicato al trasporto biciclette.   
L'intervento più incisivo si è però concretizzato a partire dagli anni duemila, allorché la gran parte delle unità circolanti è stata ristrutturata (in gergo revampizzata) mediante il riallestimento interno con nuovi sedili, nuova illuminazione e nuovi rivestimenti, sostituzione delle apparecchiature tecniche di bordo, eliminazione dei finestrini scorrevoli "a ghigliottina" in favore di nuovi a cristallo unico sigillato o con l'estremità superiore apribile "a compasso", dotazione del pulsante per l’apertura localizzata della singola porta, installazione dell'impianto di aria condizionata (giacché il pianale ribassato non lasciava spazio per montare i condizionatori sotto le carrozze, gli scambiatori furono di conseguenza installati sopra il tetto). Per buona parte delle carrozze semipilota si è altresì proceduto a ricostruire e ricarrozzare le cabine di guida, migliorandone sensibilmente il grado di insonorizzazione, prevedendo un nuovo banco di manovra e adottando un design più moderno ed aerodinamico, simile a quello delle locomotive E.464.
La ristrutturazione è avvenuta in 3 fasi: la prima è cominciata nel 2004 e ha coinvolto una buona percentuale delle vetture; la seconda, invece, ha coinciso con la revisione generale del 2010 (interessante le carrozze già ristrutturate nel 2004), seguita, infine, da un nuovo ciclo di ristrutturazione iniziato nel 2011. Col passare del tempo alcuni dettagli dei riallestimenti (es. condizionatori d'aria, luci interne e vari altri accorgimenti) sono stati modificati. Per quanto concerne invece le carrozze della prima serie, più datate, e quelle non revampizzate della seconda serie, si è egualmente proceduto a rinnovare i rivestimenti dei sedili e delle pareti, mentre sulla residua quota delle semipilota "passanti", onde escludere i rientri d'aria in cabina, è stato soppresso l'accesso dell'intercomunicante frontale, sigillato tramite l'applicazione di due vetri parabrezza.

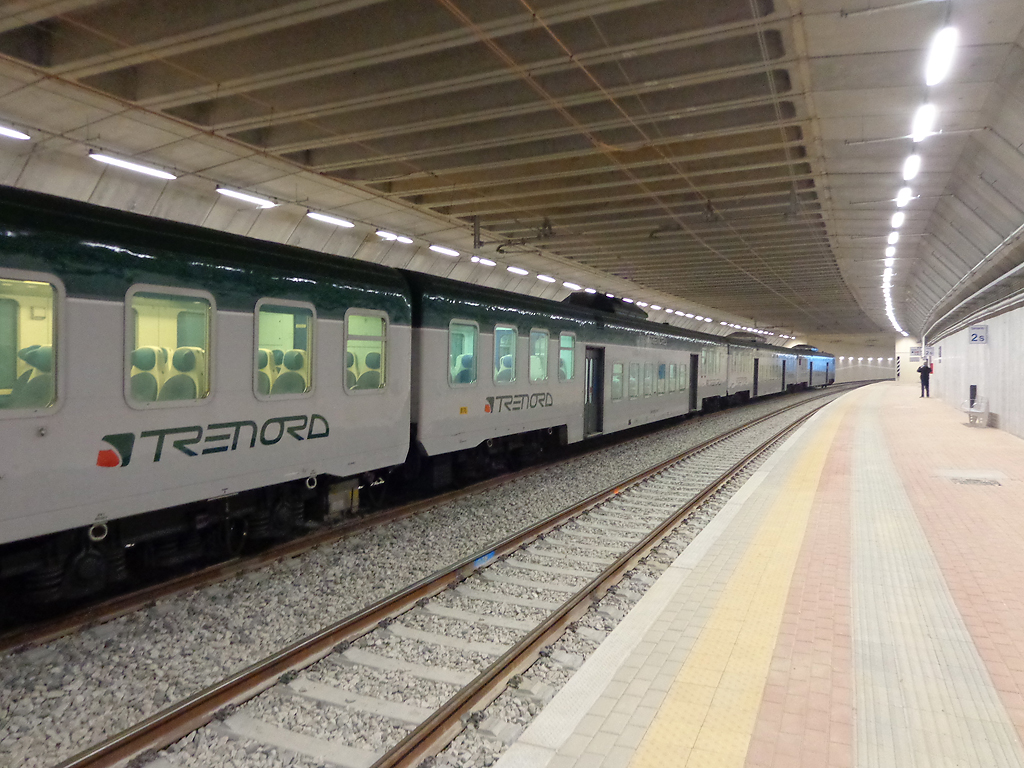
Un convoglio in livrea Trenord nei pressi della stazione di Saronno Sud.

Le carrozze a Piano Ribassato più vetuste in Lombardia hanno terminato ufficialmente la loro vita operativa il 12 dicembre 2015, "salutate" da una sorta di "festa" alla stazione di Milano Porta Garibaldi, in contemporanea con la presentazione dei nuovi treni Jazz, appartenenti alla famiglia Coradia Meridian. Ciononostante, a dispetto dei proclami, alcune di esse risultavano ancora pienamente operative a fine 2017, mentre molte altre, anziché essere avviate direttamente alla demolizione, sono rimaste a lungo accantonate nei depositi come vetture di scorta o per cannibalizzare pezzi di ricambio. Verso fine giugno 2021, anche le unità di seconda serie, operanti sulla linea FL2 del servizio ferroviario suburbano di Roma, hanno lasciato spazio ad altro tipo 
di materiale, come gli elettrotreni TAF e le carrozze MDVE/MDVC.
All'inizio del 2022 le carrozze PR risultavano ancora ampiamente utilizzate in regioni come la Puglia (dove costituivano il 90% del parco rotabili), la Liguria, la Campania e la Lombardia; tuttavia, non essendo dotate di impianto antincendio ed essendo giudicato troppo oneroso un intervento di adeguamento, il loro numero si è assottigliato e gli ultimi complessi sono rimasti in circolazione dal 2023 solo in Puglia, per conto di Trenitalia e in Lombardia, per conto di Trenord. Dall'aprile 2024 tutte le unità in servizio per Trenitalia sono state poste fuori servizio mentre è continuato il loro utilizzo presso Trenord.
Dal gennaio 2025 anche gli ultimi complessi in uso presso Trenord sono stati messi fuori servizio, il loro impiego risultava ormai peraltro limitato ad alcune linee del servizio ferroviario suburbano di Milano.

## Livree
All'atto dell'entrata in servizio le carrozze a Piano Ribassato erano dipinte nella livrea grigio ardesia che caratterizzava all'epoca tutte le carrozze FS.
A partire dal 1981 iniziarono ad essere verniciate nella nuova "livrea navetta": base bianco greggio con fasce arancio e violetto, precedentemente introdotta sulle nuove carrozze MDVC.
A partire dal 1995, infine, vennero gradualmente pellicolate nella livrea XMPR. 
Con la progressiva sostituzione sui treni regionali di Trenitalia dello schema XMPR con la livrea DPR, a partire dal 2014, le carrozze PR ancora in servizio non sono state ricolorate mantenendo la livrea XMPR.
Le carrozze revampizzate assegnate in uso a Trenord e a TiLo hanno in gran parte ricevuto la relativa livrea sociale; su quelle non revampizzate ci si è invece limitati a sostituire il logo Trenitalia con quello di Trenord, fatta salva l'unità 166-8, che pur non essendo riallestita ricevette comunque la livrea del gestore del servizio ferroviario lombardo, anche se è stata inviata alla demolizione senza aver mai circolato con tale livrea.

## Curiosità
Nell'ambito di un progetto europeo avviato nel 2003, 5 carrozze tra cui la PR 22-39 503 ebbero per un breve periodo i pannelli fotovoltaici montati sperimentalmente sul tetto. L'energia generata sarebbe servita ad alimentare l'impianto di condizionamento, le luci e i sistemi di sicurezza. La motrice adibita al convoglio PV Train fu la  E.636.385, anch'essa dotata di pannelli fotovoltaici.
Nell'aprile 2023, una semipilota Piano Ribassato di Trenord è stata trasferita via strada presso le officine di Arquata Scrivia dove verrà “ripristinata” per poi essere donata alla casa di riposo “Don Felice Cozzi” a Corbetta dove verrà utilizzata per la "Terapia del viaggio", una terapia non farmacologica per aiutare le persone affette dalla malattia di Alzheimer.

## Galleria d'immagini

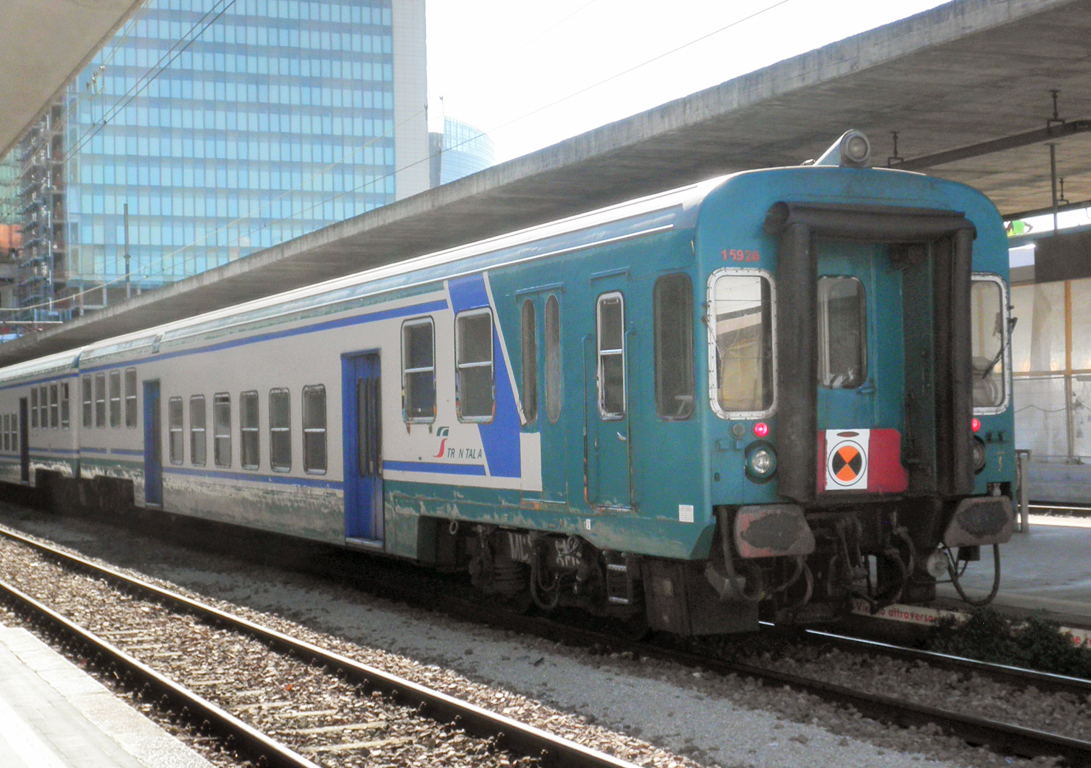
Carrozza semipilota originaria con cabina "passante", in livrea XMPR
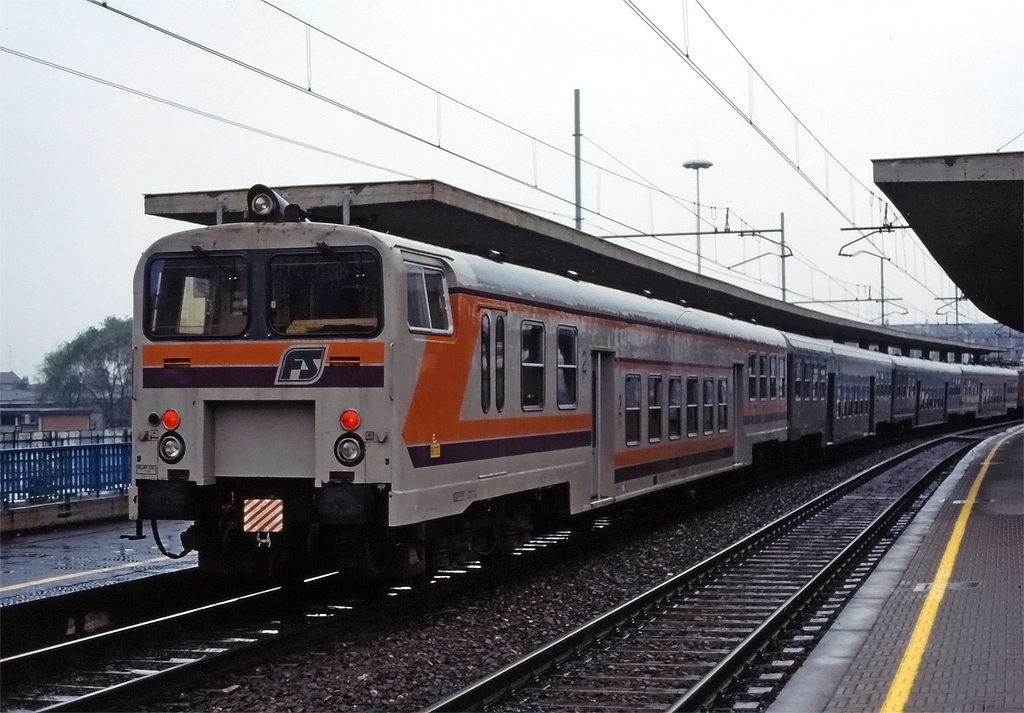
Carrozza semipilota "Gallinari", in livrea navetta.
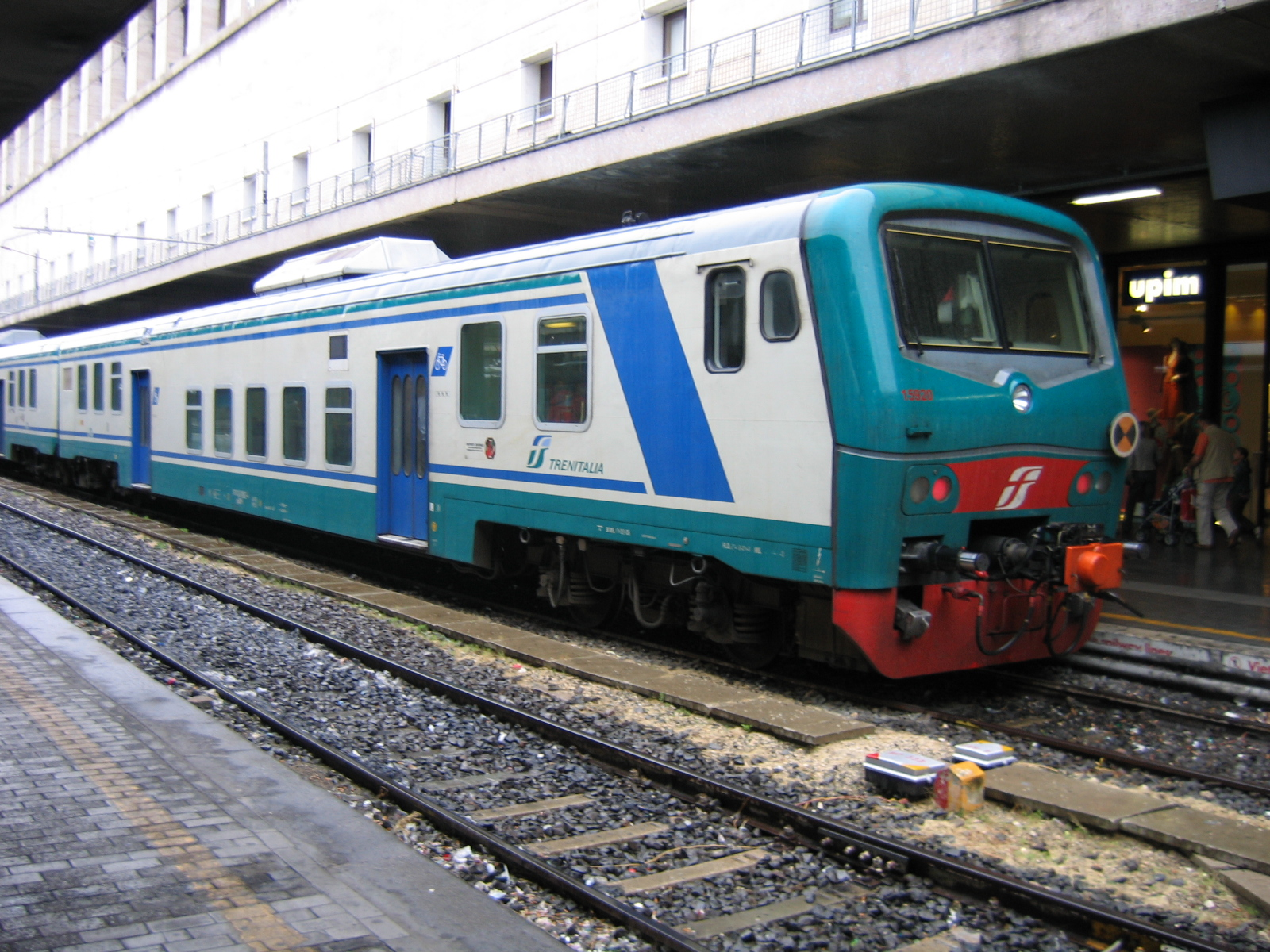
Carrozza semipilota revampizzata con cabina ricostruita e impianto di climatizzazione, in livrea XMPR
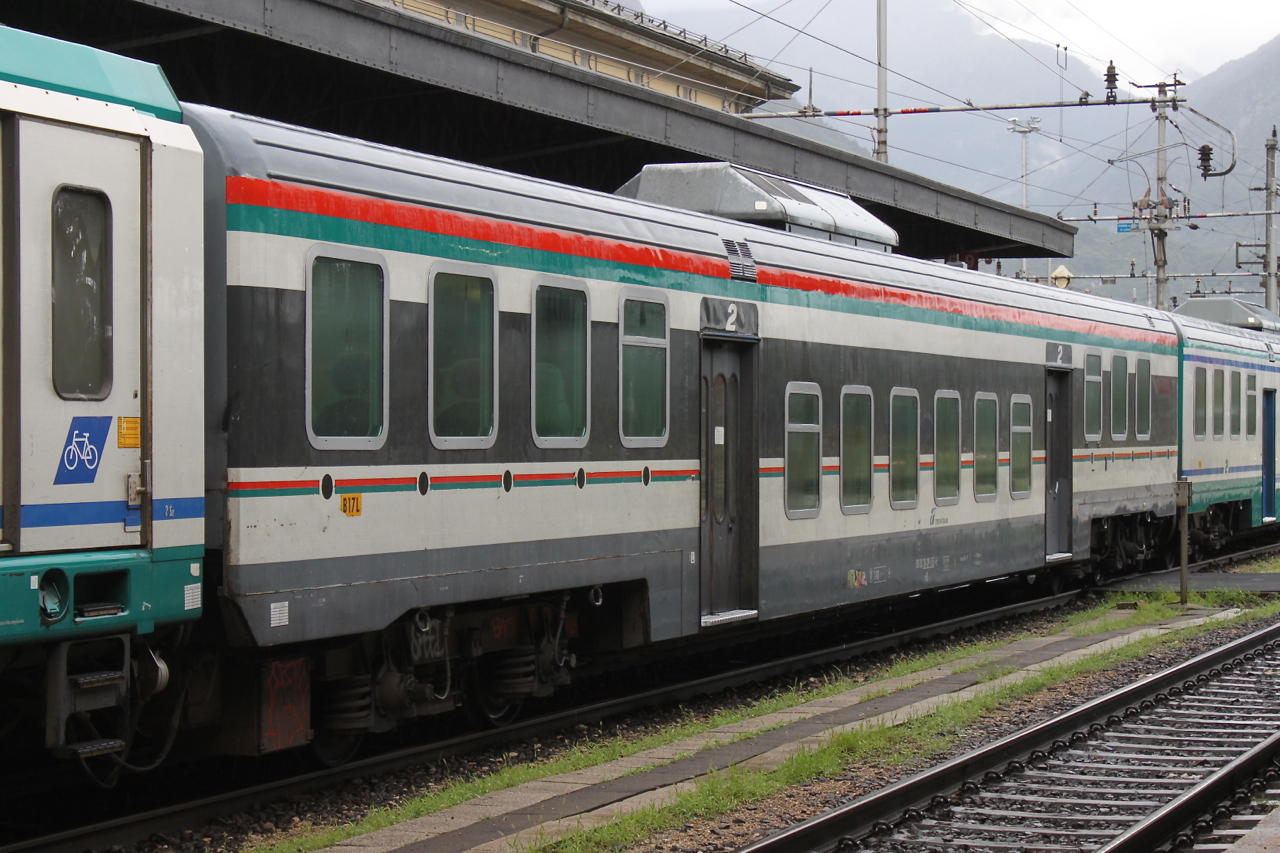
carrozza intermedia in livrea TiLo in sosta a Domodossola.
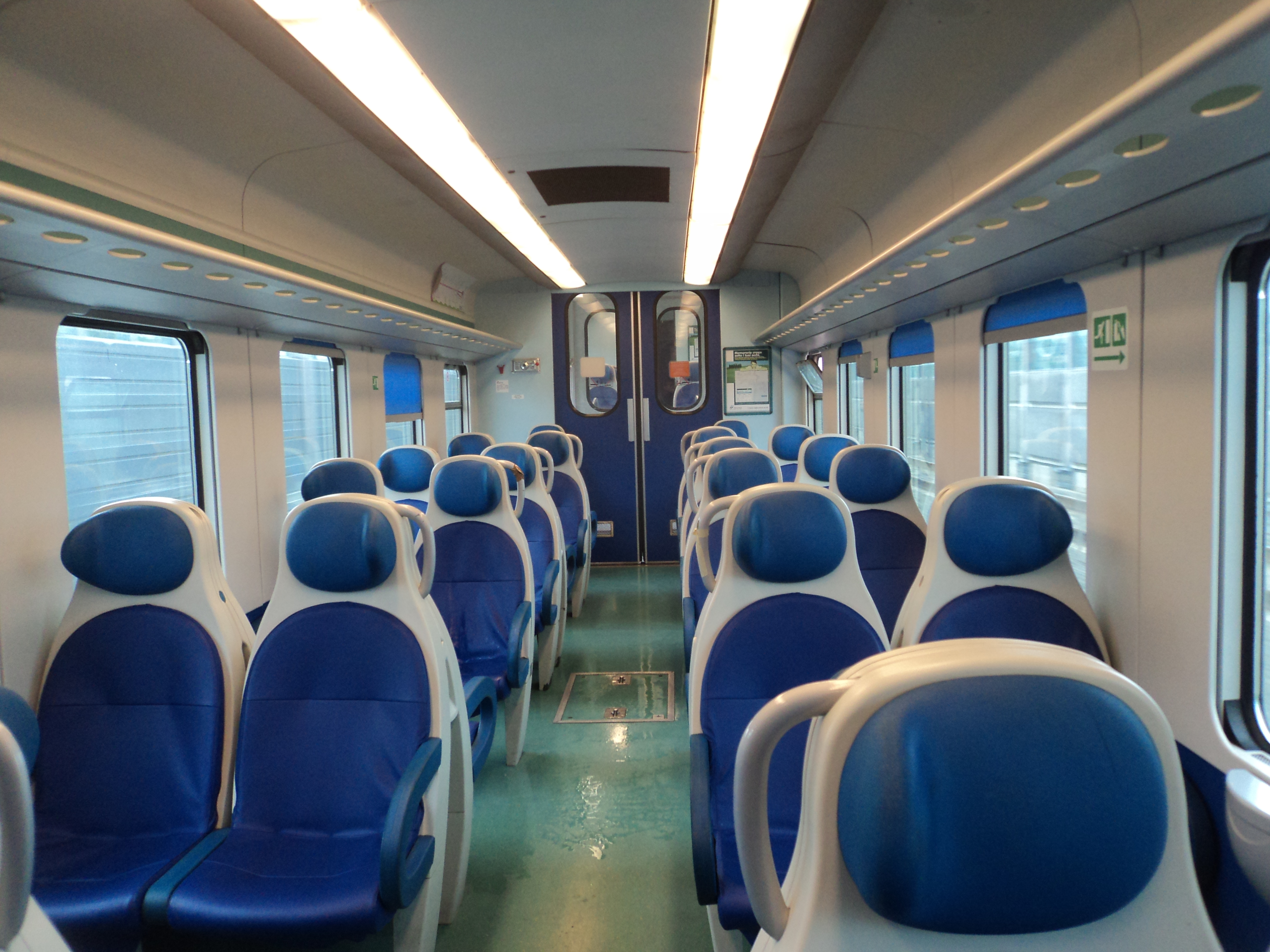
Interni di una vettura revampizzata.
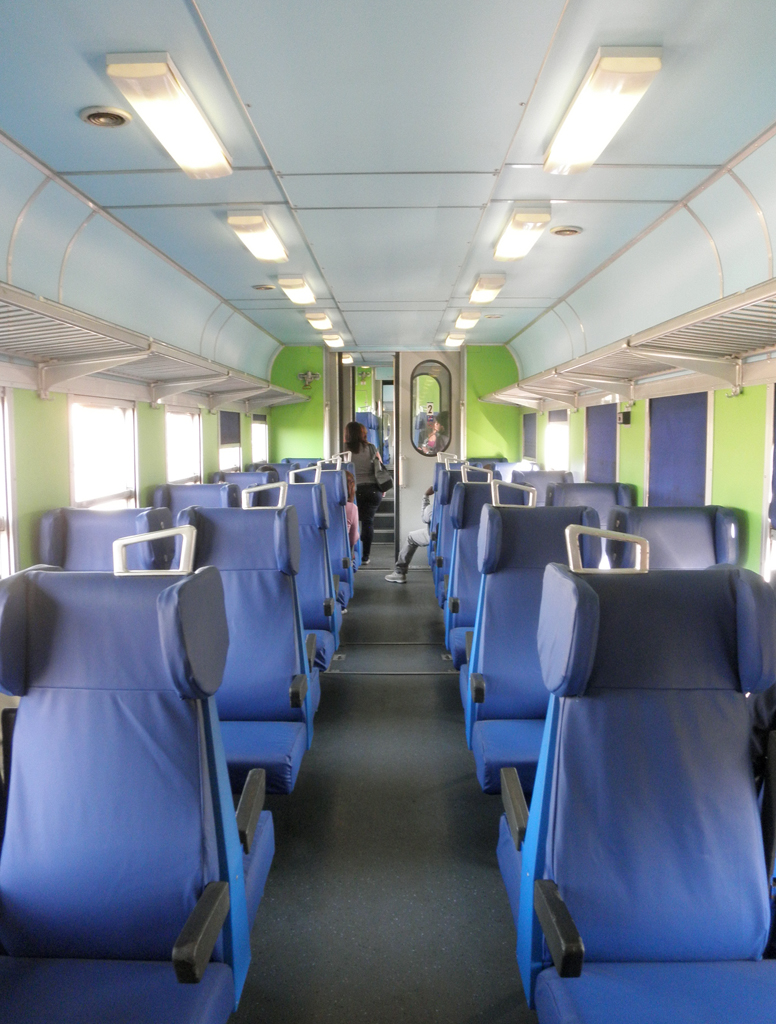
Interni di una vettura non revampizzata, ma soggetta a intervento di restyling.
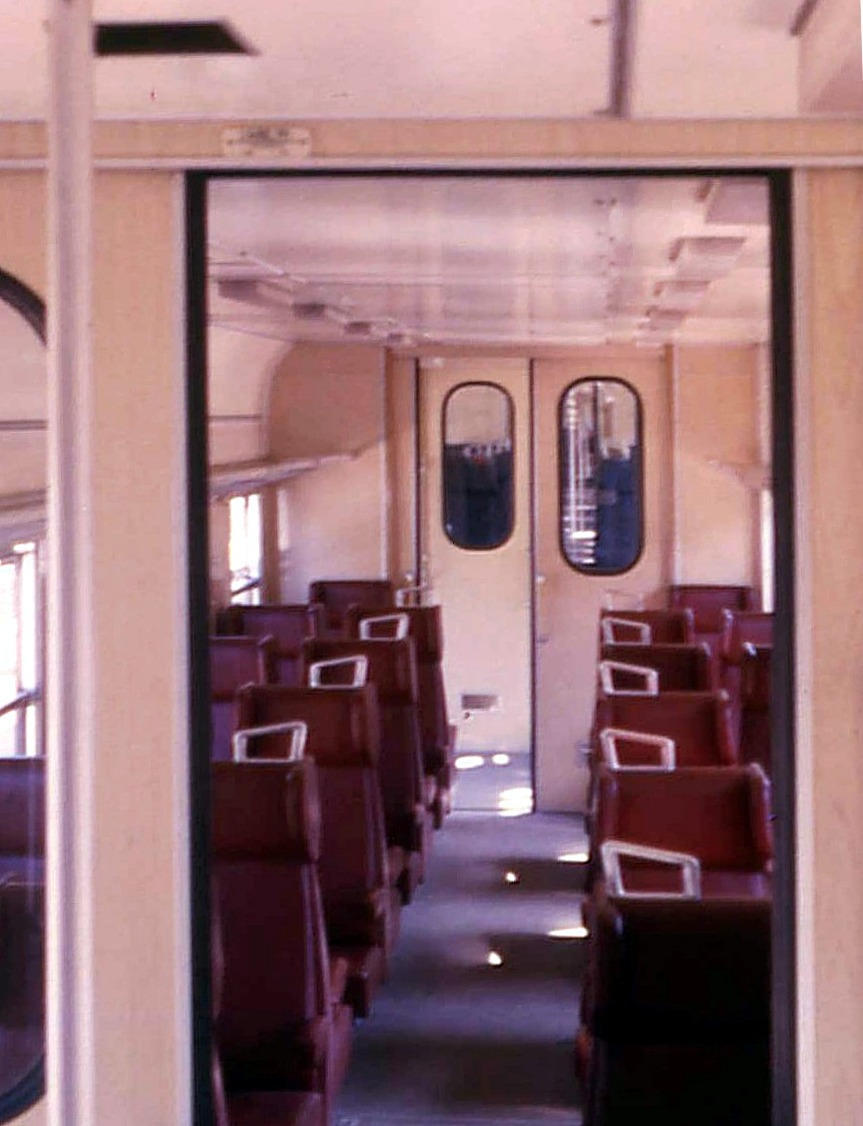
Interni di una vettura nel 1983